# ほったらかし温泉
ほったらかし温泉（ほったらかしおんせん）は、山梨県山梨市矢坪に位置する日帰り温泉施設。年間約45万人が訪れる人気温泉である。

## 解説
1999年に開場した「こっちの湯」と2002年に開場した「あっちの湯」に分かれており、入浴料も別である（同額）。それぞれ男女別の内湯と露天風呂がある。
広い露天風呂の眼下には甲府盆地が広がり、天気が良ければ富士山も望める。
2018年に放送されたテレビアニメ『ゆるキャン△』に登場した「ほっとけや温泉」のモデルである。

## 歴史

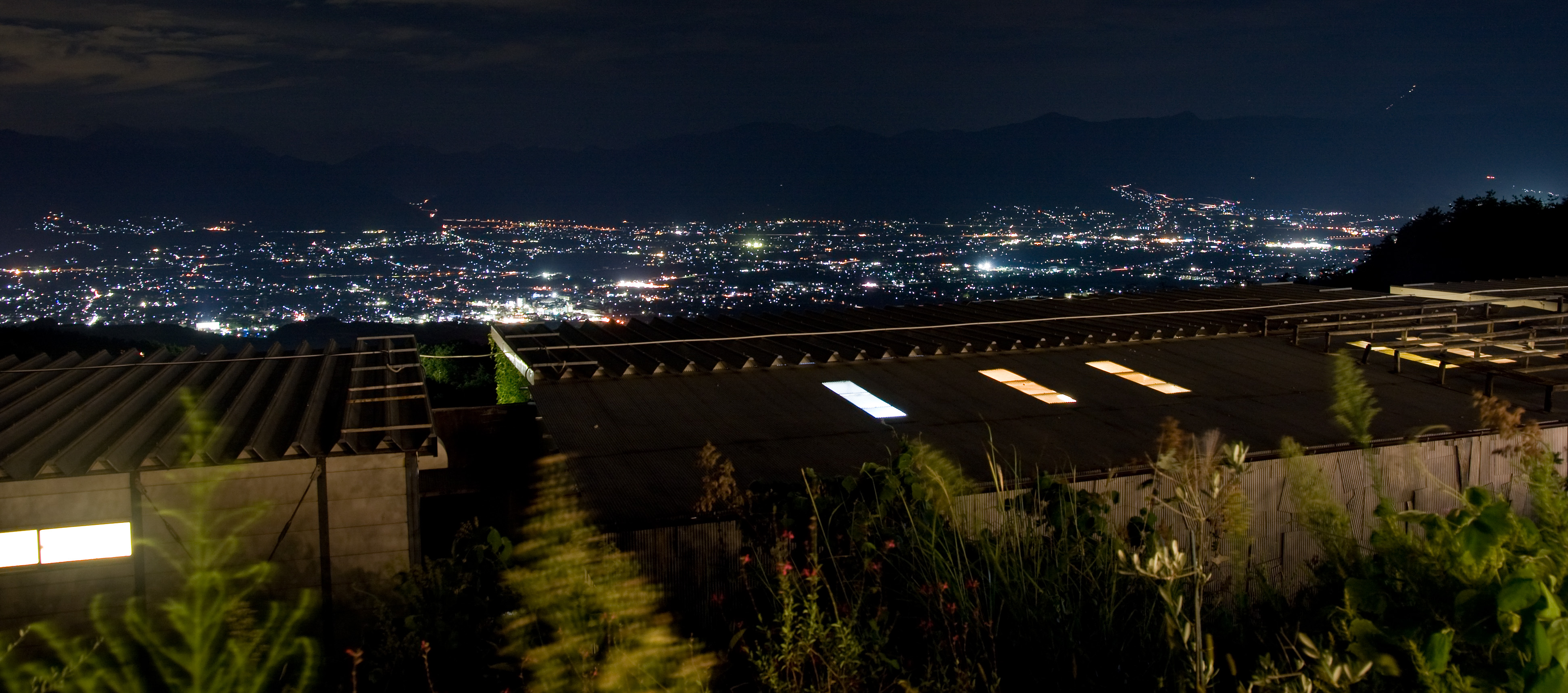
ほったらかし温泉から見る甲府盆地の夜景

1979年、創業者の父親で宗教家だった常岡一郎が、講演活動の拠点および老人向け施設を設置する目的で数十万坪の山林を取得した。開発を任された創業者は「老人の街」の造成を構想し、その中核施設としてゴルフ場を計画したが、バブル経済の崩壊に伴い計画が頓挫。家業としていたホテル経営も赤字が続き、開発が進まないまま一郎も1989年に死去した。
その後、地元のボーリング業者から「代金は立て替えるので温泉を掘ってみないか」との話があったのをきっかけに、1995年11月に温泉掘削に成功。しかし資金難のため、湧いた温泉は数年の間放置されていたが、同じく地元の工務店より「代金は後払いでいいから風呂を完成させてみてはどうか」と持ちかけられ、1999年7月に「こっちの湯」が開業した。「ほったらかし温泉」の名称は、ほぼ手作りの最低限の設備を限られたスタッフで運営するため、行き届いたサービスは提供できないことを伝えるために命名されたものである。
当初は1日に10人弱しか利用者が来なかったが、開業から3か月ほど後に「変な温泉」を紹介するテレビ番組で取り上げられたのをきっかけに、口コミで客が増えていった。露天風呂に屋根を付ける資金もなく、炎天下や雨の日には利用者に菅笠をかぶってもらうという対策しかできなかったものの、逆にそれが人気を博した。利用者の増加とともに施設が手狭になってきたため、駐車場だったスペースを使って2002年12月に「あっちの湯」を開業した。

## 日の出前から営業する温泉
「あっちの湯」は、2004年12月より日の出の1時間前から営業を開始するようになっている。早朝に浴槽を掃除するスタッフが、温泉から見る日の出時間帯の風景に「こんな絶景を客に見せないのはもったいない」と考えたことがきっかけである。
湯船に浸かりながら日の出を見るために多くの客が訪れる。5月 - 7月は午前4時ごろ、12月 - 2月は午前6時ごろの開場となる。閉場時間は季節によらず午後10時（最終受付は30分前）となっている。なお、元旦は混雑が予想されるため、前売り券による定員制を導入している。

## 第三の温泉計画
「こっちの湯」「あっちの湯」に続く3つ目の温泉を建設する計画があり、2010年に着工されたが、2011年の東日本大震災で客足がそれまでの2割程度まで落ち込んだり、また2020年からの新型コロナウイルス感染症流行の影響もあって、工事が進んでいない。
予定では、3つ目の温泉は「こっちの湯」「あっちの湯」の北側に位置する一段高い土地に建設され、夜景が眺められる露天風呂となる計画である。

## 泉質

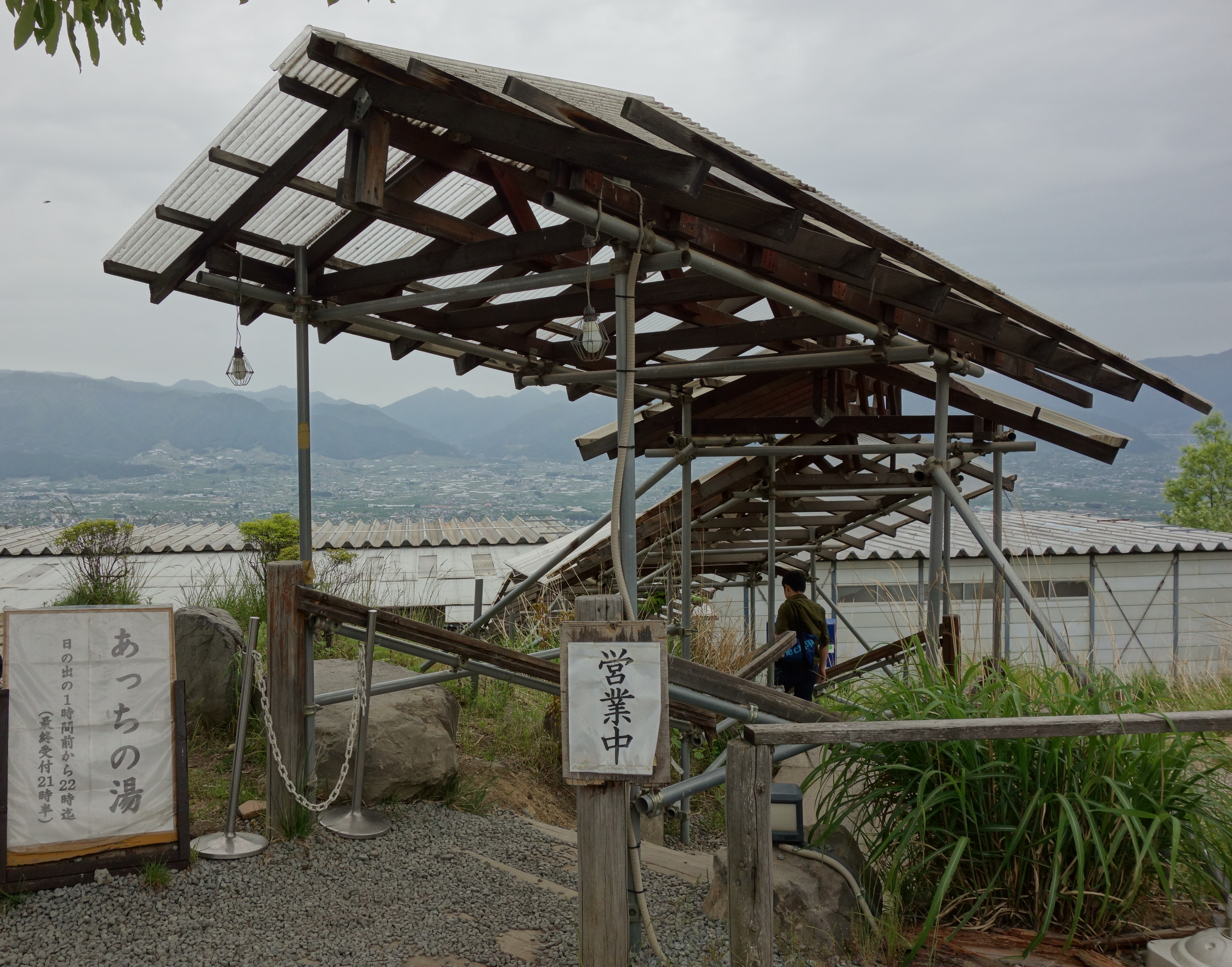
あっちの湯 入口

「こっちの湯」と「あっちの湯」でそれぞれ別の源泉を使用している。
- こっちの湯（旧源泉）
  - 泉質 - アルカリ性単純温泉
  - 泉温 - 32 ℃（測定時気温6 ℃）
  - 湧出量 - 毎分306 L（動力揚湯）
  - 水素イオン指数 - ph 9.6
- あっちの湯（新源泉）
  - 泉質 - アルカリ性単純温泉（低張性アルカリ性温泉）
  - 泉温 - 41.4 ℃（測定時気温25 ℃）
  - 湧出量 - 毎分183.6 L（動力揚湯）
  - 水素イオン指数 - ph 10.1

## 交通
- JR中央本線山梨市駅よりタクシー約10分
- 中央自動車道勝沼ICまたは一宮御坂ICより約25分

## 周辺
- 山梨県笛吹川フルーツ公園
- 棚山
- ほったらかしキャンプ場